# Lisa-Marie Kwayie
Lisa-Marie Kwayie (née le 27 octobre 1996 à Sunyani, au Ghana) est une athlète allemande, spécialiste du sprint.

## Carrière
Elle est médaillée de bronze du relais 4 x 100 m lors des Championnats du monde juniors d'athlétisme 2014 à Eugene.
Le 28 avril 2018, elle porte son record personnel sur 100 m à 11 s 29.
Elle remporte la médaille de bronze sur relais 4 x 100 m lors des Championnats d'Europe d'athlétisme 2018 à Berlin.

## Palmarès
| Date | Compétition                   | Lieu   | Résultat | Epreuve   | Temps   |
| ---- | ----------------------------- | ------ | -------- | --------- | ------- |
| 2014 | Championnats du monde juniors | Eugene | 3e       | 4 × 100 m | 44 s 65 |
| 2018 | Championnats d'Europe         | Berlin | 3e       | 4 x 100 m | 42 s 23 |
| 2019 | Relais mondiaux de l'IAAF     | Nassau | 3e       | 4 × 100 m | 43 s 68 |
| 2019 | Universiade                   | Naples | 3e       | 100 m     | 11 s 39 |
| 2019 | Universiade                   | Naples | 3e       | 200 m     | 23 s 11 |
| 2019 | Championnats du monde         | Doha   | 5e       | 4 x 100 m | 42 s 48 |

## Records
| Épreuve | Temps   | Lieu       | Date              |
| ------- | ------- | ---------- | ----------------- |
| 60 m    | 7 s 19  | Leipzig    | 16 février 2019   |
| 100 m   | 11 s 19 | Ratisbonne | 26 juillet 2020   |
| 200 m   | 22 s 77 | Doha       | 30 septembre 2019 |